# معجزه (فیلم ۱۹۸۹)
معجزه (انگلیسی: Miracles) فیلمی در ژانر اکشن و رزمی به کارگردانی جکی چان است که در سال ۱۹۸۹ منتشر شد. از بازیگران آن می‌توان به جکی چان، آنیتا موی، وو ما و سیمون یام اشاره کرد.